# Annette Lober
Annette Lober (* 15. März 1986 in Ansbach) ist eine deutsche Schauspielerin und Drehbuchautorin.

## Leben
Aufgewachsen als jüngstes von vier Geschwistern erhielt Lober nach dem Abitur ein Stipendium für das Robert Wilson’s Watermill Center in New York. Nach ihrer Rückkehr nach Deutschland assistierte sie zunächst am Thalia Theater Hamburg im Bereich Regie und Dramaturgie und spielte dann in einer Haruki-Murakami-Adaption am Schauspielhaus Hamburg. Parallel dazu studierte sie von 2005 bis 2010 Schauspiel an der Zürcher Hochschule der Künste und hatte ein Gastengagement am Jungen Schauspielhaus Zürich. 2007 folgte eine Einladung zum Berlinale Talent Campus, 2008 ein Auslandsstudium an der LAMDA London.
Neben ersten Mitwirkungen im Film und Fernsehen erhielt sie den Auftrag für eine Performancearbeit für die Zero Foundation Düsseldorf in Zusammenarbeit mit der Julia-Stoschek-Collection. Es folgte die Performance „Heutzutage hat doch niemand mehr Bock den posthumen Künstler zu mimen – Eine Lüge“ für das Kreativbüro Interpol sowie eine Partizipation an der Performance von Theater Gates für die White Cube Gallery an der Art Basel 2013.

## Filmografie (Auswahl Schauspiel)
- 2010: Désamour
- 2011: Die Unsichtbare
- 2011: Zeitpunkt
- 2011: Dead Fucking Last
- 2012: The Photographer
- 2012: Bamberger Reiter. Ein Frankenkrimi
- 2012: Unter anderen Umständen – Spiel mit dem Feuer
- 2012: Murder Inc.
- 2013: Mord im Hause Medici
- 2013: Zum Geburtstag (Regie: Denis Dercourt)
- 2013: Beatrix (Regie: Maria Sigrist)
- 2014: Die Frauen der Wikinger – Odins Töchter
- 2016: A Cure for Wellness (Regie: Gore Verbinski)
- 2019: A lonely Christmas in Berlin (Regie: Charlotte Roustang)
- 2021: The Performance (Regie: Shira Piven)

## Filmografie Drehbuch
- 2020: Inga Lindström: Wilde Zeiten (Fernsehreihe)
- 2020: Liebe. Jetzt! (Fernsehserie)
- 2023: Pumpen Season (Fernsehserie)
- 2025: Tatort: Mike & Nisha

## Belege
1. ↑   La Vanguardia Ediciones.
 fernsehserien.de

| Personendaten    | Personendaten           |
| ---------------- | ----------------------- |
| NAME             | Lober, Annette          |
| KURZBESCHREIBUNG | deutsche Schauspielerin |
| GEBURTSDATUM     | 15. März 1986           |
| GEBURTSORT       | Ansbach                 |